# パキスタン国際航空740便墜落事故
パキスタン国際航空740便墜落事故（パキスタンこくさいこうくう740びんついらくじこ、英語：Pakistan International Airlines Flight 740）は、1979年11月26日にマラム・アミヌ・カノ国際空港からジンナー国際空港へ向かっていたパキスタン国際航空740便（ボーイング707-340C）が途中経由地のキング・アブドゥルアズィーズ国際空港を離陸した後に墜落した事故である。

## 事故機
事故機のボーイング707-340Cは1970年に製造され同年7月30日に初飛行を行った。その10日後の8月10日にパキスタン国際航空に納入され、機体記号AP-AWBとして登録された。その後数ヶ月間別の航空会社にリースされた後、1972年にAP-AWZとして再登録された。事故機の飛行時間は30,710時間であった。

## 事故
パキスタン国際航空740便はナイジェリア連邦共和国カノのマラム・アミヌ・カノ国際空港からパキスタン・イスラム共和国カラチのジンナー国際空港の間をサウジアラビア王国ジッダのキング・アブドゥルアズィーズ国際空港に寄港しながら結んでいた。事故時の740便には巡礼から帰ってきた巡礼者が多数搭乗しており、乗員11人、乗客145人の計156人が搭乗していた。現地時間1時29分、740便はキング・アブドゥルアズィーズ国際空港を離陸し予定高度の37,000フィート（11,000メートル）へ上昇していた。離陸から21分後の1時47分、火災警報が出て客室乗務員がパイロットに後方ドア付近で火災が発生したことを連絡した。パイロットは機内の状況と巡航中の高度30,000フィート（9,100メートル）からの緊急降下についてディスパッチャーに連絡した後、高度4,000フィート（1,200メートル）まで降下する許可を得た。その後煙がキャビンとコックピットに入ってきたため、パイロットはジッダに戻るよう要求した。パイロットは2時3分に遭難信号を発出した。ジッダ管制塔は無線交信が途切れる直前にパイロットの「メーデー!メーデー!」という叫び声を聞いている。約1分後、240便は岩に衝突して墜落した。墜落現場は標高3,000フィート（910メートル）地点であり、乗員乗客156人全員が死亡した。この事故はサウジアラビア国内の航空事故、ボーイング707の事故として3番目に犠牲者の多い事故である。

## 事故原因
墜落の原因は客室後方で発生した火災であると判断された。火は急速に広がり乗客はパニックに陥り、煙と火から逃れるために機体前方に殺到した。この結果重心が大幅にずれ機体の安定を保つのが難しくなり、制御不能に陥った。
火災の正確な原因は特定されていない。
- 最も可能性の高いのは巡礼者たちが持っていたストーブからガソリンあるいは灯油が漏れたとする説である。キャビン内の圧力がやや低くなるため、ガスケットの種類によっては燃料が非常に漏れやすくなる。
- 電気回路にも不具合があったが電気回路のショートなどによる電気火災の場合、航空機の電気システムと保護装置の設計の性質上今回のような火の急速な拡大の説明がつかないため電気火災の可能性は低い。
- 機体の残骸が酷く焼け焦げていたため残骸内の機器類が爆弾の起爆装置として使用された確証が無く、テロ攻撃の可能性は確認されなかった[2]。